# Roddy Darragon
Cet article possède un paronyme, voir Rodrigue d'Aragon.
Pour les articles homonymes, voir Darragon.
Roddy Darragon, né le 31 août 1983 à Annecy, habitant du Grand-Bornand (Haute-Savoie), est un skieur de fond spécialiste du sprint  français. 
Il participe aux Jeux olympiques d'hiver de 2006, à Turin, et y devient le premier français médaillé en ski de fond de l'histoire des Jeux olympiques, en remportant la médaille d'argent lors du sprint. 
Il n'a depuis plus jamais réussi à retrouver ce niveau. Sélectionné pour les JO de Vancouver 2010 de justesse, il ne parvient pas à se qualifier lors du KO sprint en se classant 31e des qualifications.
Du côté de sa vie privée, il vit en couple avec Émilie Vina, autre skieuse de fond de l'équipe de France.

## Palmarès

### Jeux olympiques
| Épreuve / Édition | Turin 2006 | Vancouver 2010 |
| Sprint            | Argent     | 31e            |

### Championnats du monde
| Épreuve / Édition | Oberstdorf 2005 | Sapporo 2007 | Liberec 2009 |
| Sprint            | 35e             | Abandon      | 38e          |
| Team Sprint       |                 | 11e          |              |

### Coupe du monde
- Meilleur classement final: 45e en 2005.
- Meilleur résultat: 4e.

### Championnats de France
Champion de France Elite :
- Sprint : 2007